# Bătălia din Creta
Bătălia din Creta (germană : Luftlandeschlacht um Kreta; greacă : Μάχη της Κρήτης) a fost o bătălie din timpul celui de-al Doilea Război Mondial pentru controlul asupra insulei elene Creta. Luptele au început în dimineața zilei de 20 mai 1941 odată cu atacul aeropurtat cu numele de cod Unternehmen Merkur ("Operațiunea Mercur"). Forțele Aliaților au apărat insula până la 1 iunie iar după această dată lupta împotriva invadatorilor a fost continuată de luptătorii rezistenței elene. 
După prima zi de lupte, germanii au suferit pierderi extrem de mari, fără să reușească să-și atingă vreunul din obiectivele ordonate. În timpul celei de-a doua zile, în condițiile în care comandanții aliați au avut probleme cu comunicațiile și cooperarea dintre unitățile lor, germanii au reușit să cucerească aeroportul Maleme din vestul Cretei, ceea ce le-a permis invadatorilor să aducă noi întăriri și să copleșească numeric și material forțele aliate. 
Bătălia din Creta a fost fără precedent prin trei caracteristici principale: a fost prima invazie aeropurtată de până atunci, a fost pentru prima oară în timpul războiului când britanicii au folosit datele după decriptarea codului Enigma și a fost prima oară în timpul războiului când trupele germane au trebuit să facă față rezistenței în masă a populației civile. 
Date fiind pierderile grele suferite de parașutiștii germani, Adolf Hitler a interzis efectuarea oricărei operațiuni aeropurtate de mare amploare. În schimb, Aliații au fost impresionați de potențialul trupelor de parașutiști și au început crearea propriilor divizii aeropurtate. 

## Preludiu
Trupele aliate au fost cantonate în Creta după declanșarea invaziei italiene în Grecia pe 28 octombrie 1940. Deși atacul inițial al italienilor a fost respins cu succes de eleni, atacul declanșat de germani a dus la ocuparea Greciei și evacuarea corpului expediționar aliat din Grecia continentală. Evacuarea a fost făcută cu  ajutorul navelor Royal Navy, o parte a soldaților fiind transportați în Creta, pentru întărirea garnizoanei de aici. 
Controlul asupra porturilor și aeroporturilor insulei Creta asigura britanicilor controlul asupra estului Mediteranei și posibilitatea bombardării câmpurilor petroliere și a rafinăriilor din zona Ploieștiului.Dacă insula Creta rămânea în mâinile Aliaților, flancul sud-estic al Axei era amenințat, Ploieștiul fiind în raza de acțiune a bombardierelor aliate cantonate pe insulă. Principala preocupare a Înaltului Comandament German era în această perioadă pregătirea invaziei din Uniunea Sovietică (Operațiunea Barbarossa) și de aceea era împotriva unui atac masiv în Creta. În schimb, comandanții Luftwaffe erau susținătorii entuziaști ai unei acțiuni îndrăznețe de cucerire a insulei cu ajutorul unei operațiuni aeropurtate. Se poate spune că ofițerii Luftwaffe doreau și să-și restabilească prestigiul după înfrângerea suferită în fața Royal Air Force  în timpul Bătăliei Angliei din 1940, mai înainte de declanșarea operațiunii mult mai importante din URSS, aflată sub controlul forțelor terestre. Adolf Hitler a fost cucerit de partea celor care propuneau declanșarea unei operațiuni aeropurtate cutezătoare și a emis o directivă prin care invazia din Creta ar fi trebuit începută în mai. El sublinia în același timp și importanța specială a atacului împotriva URSS – atacul din Creta nu trebuia să se interfereze în niciun fel cu războiul împotriva sovieticilor. Mai înainte de declanșarea operațiunii propriu-zise, aviația germană a lansat o serie de bombardamente asupra obiectivelor strategice din insulă în încercarea de obținere a superiorității aeriene. Campania a avut succes, RAF fiind nevoită să-și evacueze aparatele de zbor în Egipt.
În momentul declanșării bătăliei terestre, aliații aveau avantajul superiorității numerice și al supremației navale. În schimb, germanii aveau supremația aeriană și se bucurau de o mai mare mobilitate, ceea ce le-a permis să-și concentreze forțele într-un mod mai eficient. 

### Forțele Aliaților

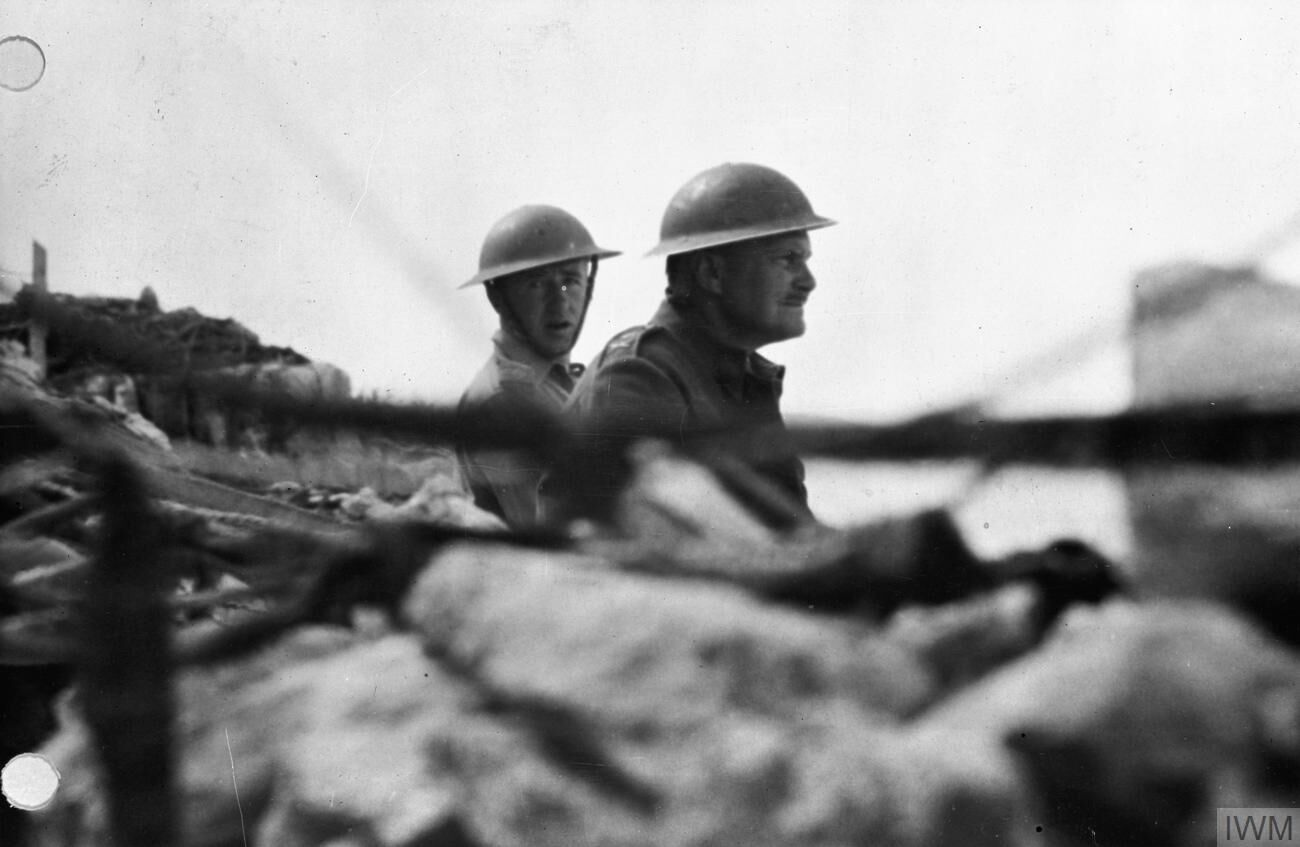
Generalul-maior Bernard Freyberg, comandantul trupelor aliate din timpul Bătăliei din Creta

Pe 30 mai 1941, generalul-maior neozeelandez Bernard Freyberg a fost numit comandant al forțelor aliate din Creta. 
Forțele grecești din insulă (aproximativ 9.000 de soldați) erau formate din trei batalioane  ale Diviziei a 5-a a Armatei Elene (restul diviziei fusese relocat în Grecia continentală), un batalion de jandarmi locali, garnizoana (un batalion) din Heraklion și resturile Diviziilor a 12-a și a 20-a, care fuseseră evacuate de britanici din Grecia continentală. Lor li se adăugau elevii Academiei Jandarmeriei și recruți din centrele de instruire din Peloponez, care fuseseră trimiși în insulă să înlocuiască soldații Diviziei a 5-a. Acești recruți au fost organizați în mai multe regimente de instruire, ale căror efective au fost completate cu soldați experimentați sosiți de pe continent. 
Contingentul Commonwealthului Britanic era format din cei 14.000 de soldați ai garnizoanei din Creta, la care s-au adăugat aproximativ 25.000 de soldați evacuați din Grecia continentală. Trupele evacuate erau formate dintr-o mare diversitate de soldați: unități ajunse pe insulă cu efectivele intacte în frunte cu comandanții lor, unități amestecate, organizate pe loc de ofițeri cu inițiativă, soldați rătăciți din toate armele și din dezertori. Celor mai mulți dintre aceștia le lipseau armele grele. Cele mai bine organizate unități au fost Divizia a 2-a neozeelandeză (cărei îi lipseau o brigadă și Statul Major), Divizia a 6-a australiană și Brigada a 14-a de infanterie britanică. În total era vorba de 15.000 de infanteriști gata de luptă, la care se adăugau cam 5.000 de alți soldați echipați și trecuți în rândurile infanteriei și o baterie compozită de artilerie australiană. Pe 4 mai,  Freyberg a trimis un mesaj comandantului britanic din Orientul Mijlociu, generalul Archibald Wavell, prin care cerea evacuarea a aproximativ 10.000 de oameni care nu aveau arme și care erau o povară pentru armată. Până la începerea luptelor, doar o parte a acestor soldați a fost evacuată din Creta. 

### Forțele Axei
Pe 25 aprilie, Hitler a semnat Directiva nr. 28 pentru invadarea Cretei. Marina Regală Britanică cu baza în Alexandria continua să dețină controlul asupra apelor din jurul Cretei, putând fi capabilă să respingă aproape orice încercare de atac amfibiu german. Dată fiind însă superioritatea aeriană pe care o dețineau, germanii au optat pentru declanșarea unui atac aeropurtat. 
Atacul din Creta a fost prima invazie aeropurtată în adevăratul înțeles al cuvântului, cu folosirea parașutiștilor și a infanteriei transportate cu planoarele, e adevărat la o scară mai redusă decât viitoarele asalturi aliate din timpul debarcării din Normandia. Germanii mai folosiseră trupe aeropurtate pe scară mai mică în timpul invadării Danemarcei, Norvegiei, Belgiei, Olandei, Franței și Greciei continentale. În cazul invaziei din Grecia parașutiștii au fost folosiți doar pentru ocuparea unui pod peste Canalul Corint care fusese pregătit pentru a fi aruncat în aer de către geniștii britanici. Geniștii germani au aterizat cu planoarele lângă pod, iar parașutiștii au atacat perimetrul defensiv britanic. Podul a distrus parțial în timpul luptelor, ceea ce a încetinit înaintarea germană și a permis evacuarea a 18.000 de soldați aliați în Creta și a 23.000 în Egipt, e adevărat, cu prețul pierderii întregului echipament greu.
Obiectivul operațiunii aeropurtate germane era cucerirea punctelor cheie ale insulei, inclusiv a aeroporturilor, care ar fi fost folosite pentru transportul rezervelor și proviziilor pe calea aerului. Corpul aerian al 11-lea urma să coordoneze atacul Diviziei a 7-a aeriene (care urma să-și lanseze parașutiștii din avioane sau cu planoarele) și a Diviziei de debarcare aeriană a 22-a (care avea să fie transportată pe aeroporturile cucerite de primul val al atacului). Inițial, atacul trebuia declanșat pe 16 mai, dar a fost amânat pentru 20 mai, Divizia a 22-a fiind înlocuită de Divizia a 5-a vânători de munte. 

## Spionajul

### Contraspionajul britanic și interceptărileUltra
Comandanții britanici erau deja informați de iminența invaziei datorită interceptărilor Ultra. Generalul Freyberg era informat despre existența puternicii componente aeropurtate a atacului și a început să pregătească poziții defensive în preajma aeroporturilor și de-a lungul coastei nordice a insulei. Pregătirile defensive au fost însă încetinite de lipsa echipamentelor moderne. În plus, parașutiștii germani aveau să aibă o putere de foc egală cu cea a apărătorilor, dacă nu chiar mai mare. În afară de aceasta, mai trebuie spus că deși informațiile primite de Freuberg erau foarte detaliate, ele proveneau doar din decriptarea transmisiunilor care foloseau codul forțelor aeriene. Ca urmare, comandanții britanici au avut informații scoase din contextul general, ceea ce a dus la hotărâri greșite. De exemplu, printre mesajele descifrate se aflau unele informații despre acțiuni de debarcare amfibii, ceea ce au dus la plasarea unor importante forțe aliate în apropierea plajelor, slăbind apărarea în zona aeroportul Maleme – unul dintre principalele obiective germane. Apărarea britanică a fost slăbită și de hotărârile eronate ale superiorilor generalului Freyberg. În timp ce Freyberg a cerut permisiunea de a distruge toate aeroporturile din insulă, ceea ce ar fi împiedict folosirea lor în cazul în care atacul german ar fi copleșit defensiva, superiorii săi considerau lupta câștigată mai înainte de a începe și făceau planuri pentru folosirea sus-numitelor aeroporturi pentru viitoarele atacuri împotriva forțelor Axei. 

### Spionajul german
Amiralul Wilhelm Canaris, șeful Abwehrului, a raportat inițial că în Creta sunt cantonați doar 5.000 de soldați britanici, nu și greci. Nu este clar dacă amiralul Canaris, care avea sub comanda sa o rețea de informatori foarte extinsă, a fost dezinformat sau a încercat să saboteze planurile lui Hitler. Abwehrul a prezis că populația Cretei, datorită convingerilor puternice republicane și antimonarhice, va întâmpina cu entuziasm sosirea soldaților germani pe care îi va considera ca eliberatori, acceptând condițiile favorabile care le-ar fi fost oferite de ocupant. Era adevărat că ultimul premier republican al Greciei, Eleftherios Venizelos, era originar din Creta, iar sprijinul pentru idealul republican era foarte puternic în insulă, dar germanii s-au înșelat fundamental neluând în considerație patriotismul cretanilor. De fapt, regele George al II-lea și anturajul lui au fugit din Grecia mai întâi în Creta, bucurându-se nu doar de sprijinul soldaților greci și britanici, dar și de cel al civililor cretani și chiar de cel al unui grup de pușcăriași eliberați de trupele germane. 
Serviciul de informații al Armatei a 12-a germană a prezentat o imagine mai puțin optimistă, dar și acest serviciu a considerat că numărul soldaților britanici și greci era mai mic decât în realitate. Generalul german era convins că poate cuceri insula doar cu ajutorul a două divizii, dar a decis să țină totuși în rezervă Divizia a 6-a de vânători de munte la Atena. Desfășurarea evenimentelor a dovedit că aceasta a fost o precauțiune înțeleaptă. 

## Armamentul

### Germanii
Germanii au folosit în Creta o nouă armă – tunul fără recul „7,5 cm Leicht Geschütz 40”, care, la o greutate de doar 145 kg, cântărea de zece ori mai puțin decât tunul de câmp standard de 75 mm, dar avea o rază de acțiune aproape la fel de mare – 5 km. Parașutiștii germani erau înarmați cu pușca Karabiner 98k, iar cam un sfert dintre ei erau dotați în plus și cu pistoale mitralieră MP40. Aproape fiecare pluton de parașutiști era dotat cu o mitralieră MG 34.
Germanii foloseau parașute colorate după un anumit cod pentru a distinge proviziile parașutate – armament, muniție, alimente, medicamente, etc. Echipamentele mai grele, precum Leichtgeschütz 40, erau parașutate cu parașute triple, special proiectate pentru a susține greutățile mari. 
Soldații germani aveau în dotare fâșii de material textil care puteau fi derulate și aranjate în forme predefinite și erau folosite la coordonarea acțiunilor forțelor terestre cu avioanele de atac la mică înălțime sau cu cele de aprovizionare.
Spre deosebire de practica din forțele aeropurtate ale altor națiuni, aceea ca parașutiștii să fie lansați împreună cu armamentul personal, armamentul parașutiștilor germani era lansat separat în recipiente de tablă. Această practică permitea lansarea rapidă a parașutiștilor din avioanele de transport, dar îi lăsa practic dezarmați în primele minute după aterizare până la recuperarea armamentului lansat separat. La acest dezavantaj se adăuga și cel al parașutelor prost proiectate, care făcea ca parașutiștilor să le fie imposibil să-și schimbe traiectoria spre locul unde aterizaseră recipientele cu armament. Chiar și în cazul celor 25% dintre parașutiști, care făcuseră saltul cu pistoale mitralieră asupra lor, ei se aflau în dezavantaj față de luptătorii din defensivă datorită razei de acțiune mici de acțiune a armelor. Numeroși parașutiști au fost uciși în timp ce încercau să-și recupereze recipientele cu arme.

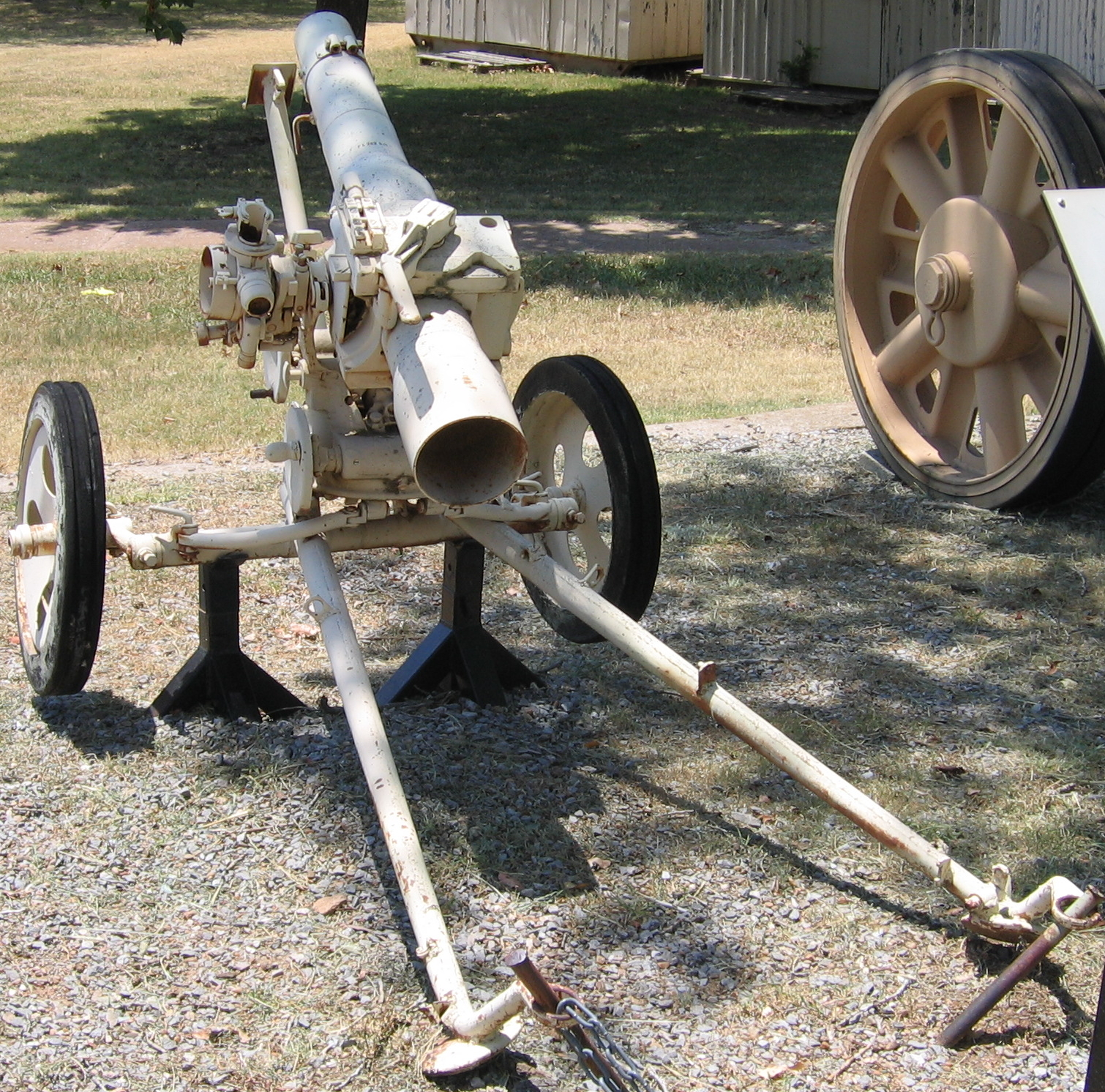
Tunul fără recul Leicht Geschütz 40
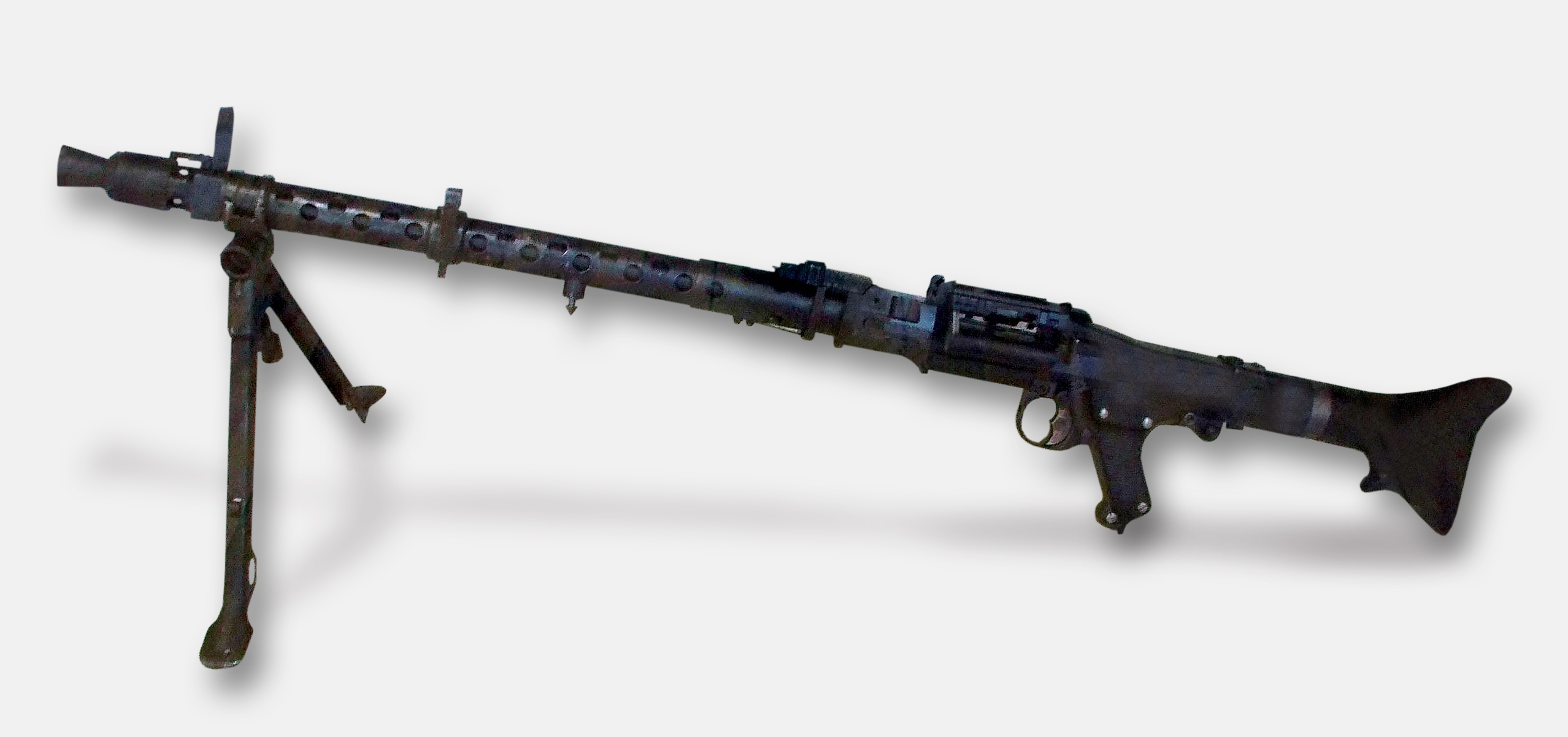
Mitralieră MG34

### Grecii
Soldații greci erau înarmați cu carabina „Mannlicher-Schönauer 6,5 mm” sau cu pușca  „8 mm Steyr-Mannlicher M1895”, cele din urmă primite ca reparații de război după încheierea primei conflagrații mondiale. Cam 1.000 de soldați elenei erau înarmați cu puști „Gras”, fabricate în secolul al XIX-lea. Garnizoanei din Creta îi fuseseră luate cele mai bune arme pentru a fi trimise în Grecia continentală. Grecii mai aveau în dotare și 12 puști mitralieră „Saint Etienne”, fabricate la începutul secolului, și alte vreo 40 de puști mitralieră, de tipuri foarte variate. Numeroase dintre armele demodate ale grecilor mai aveau doar aproximativ 30 de cartușe fiecare. Britanicii nu dispuneau de stocuri de muniție de calibrele necesare elenilor. Criza de muniție a dus și la repartizarea luptătorilor în teren: soldații care dispuneau de muniție puțină au fost plasați în sectorul estic al insulei, unde atacul germanilor era mai puțin probabil. În luptă, grecii au suplinit lipsa de muniție prin curaj și tenacitate, după cum scrie istoricul Christopher Buckley.

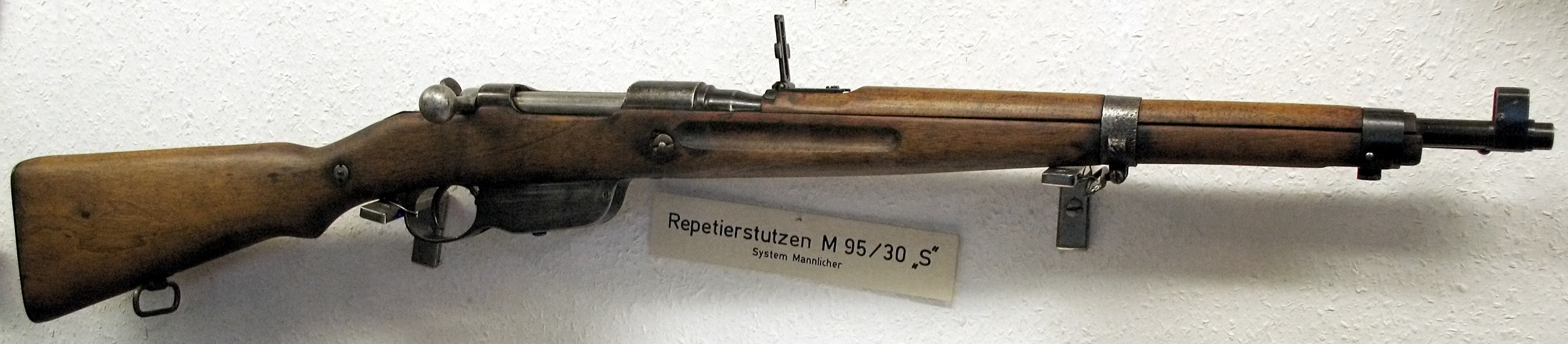
Pușca Steyr-Mannlicher M1895
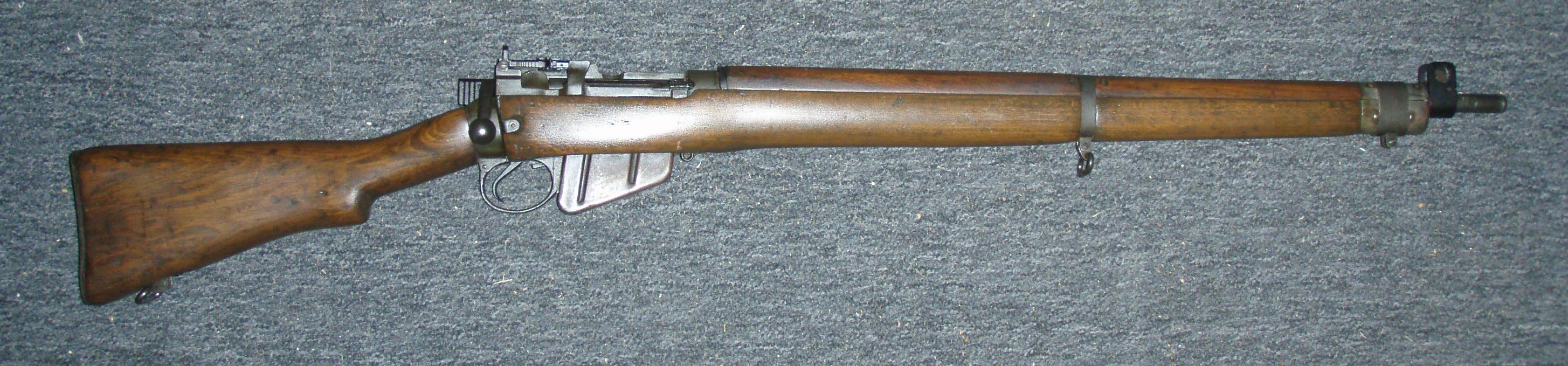
Pușca Lee-Enfield
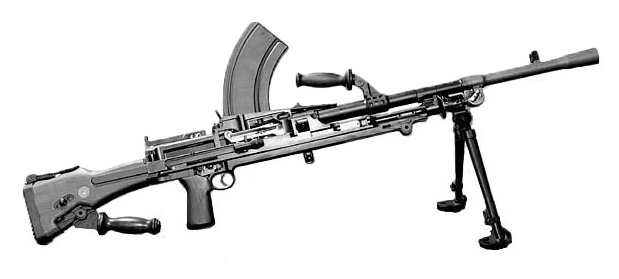
Pușca mitralieră Bren
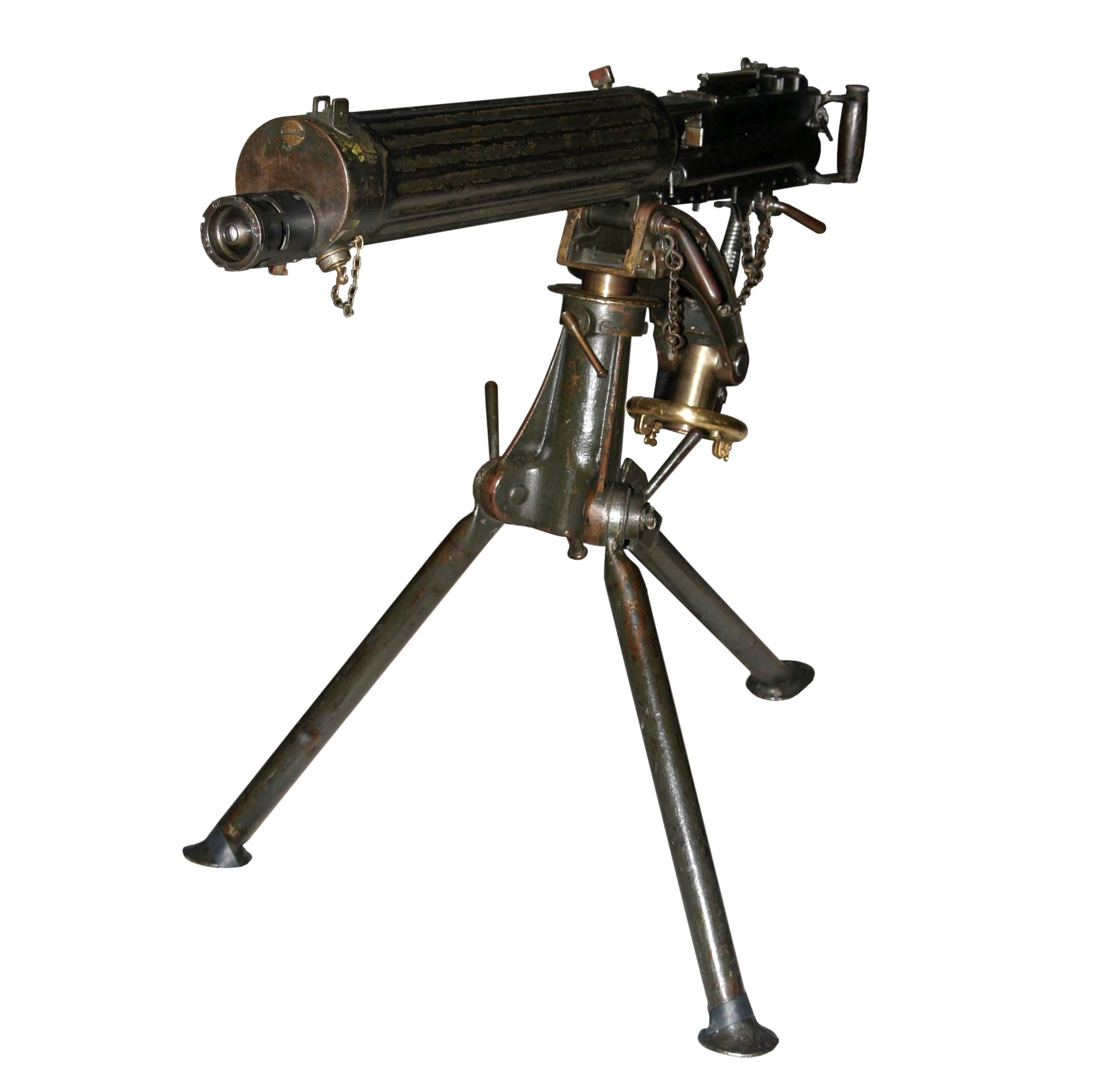
Mitraliera Vickers
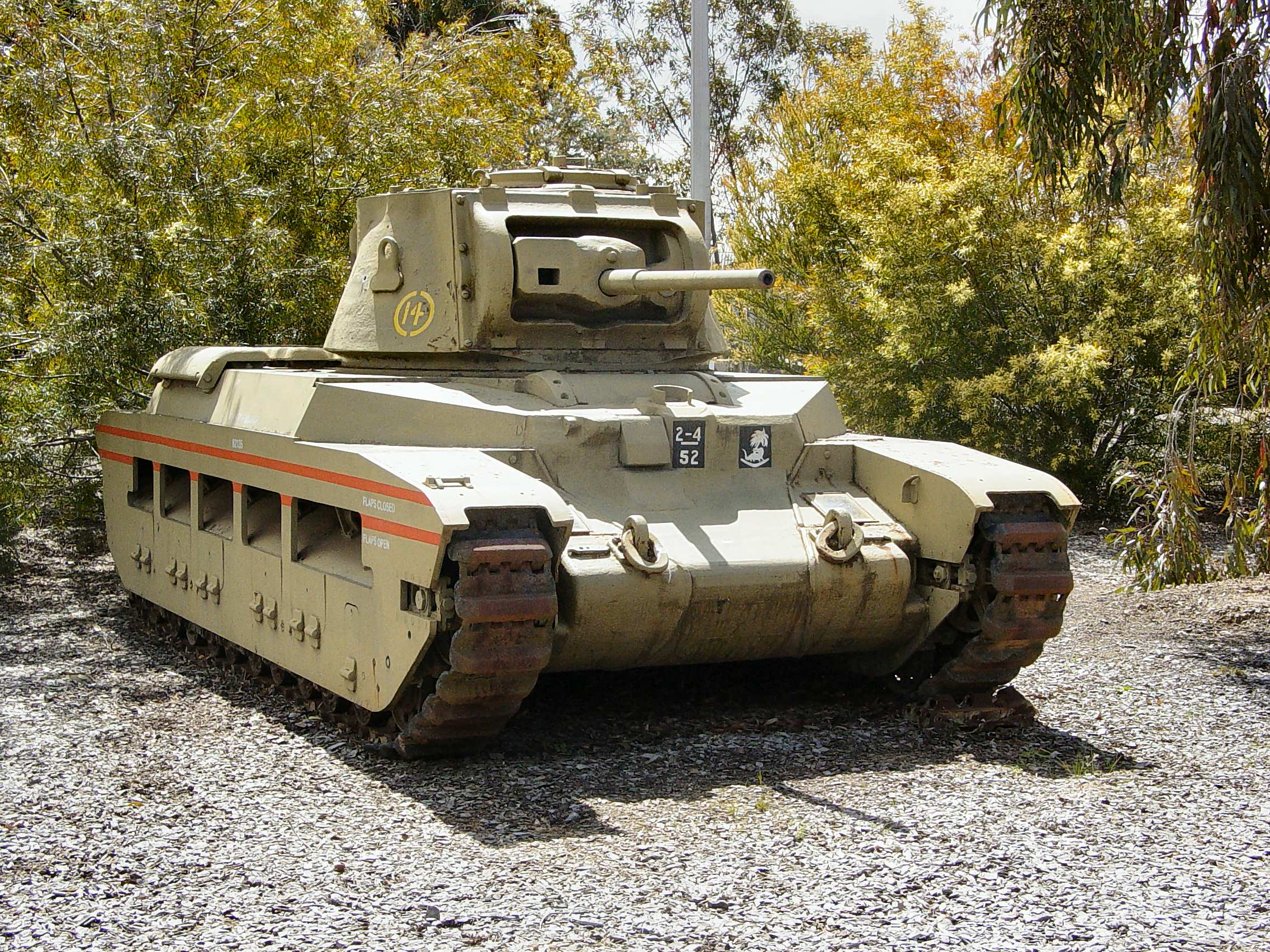
Tanc Matilda IIA
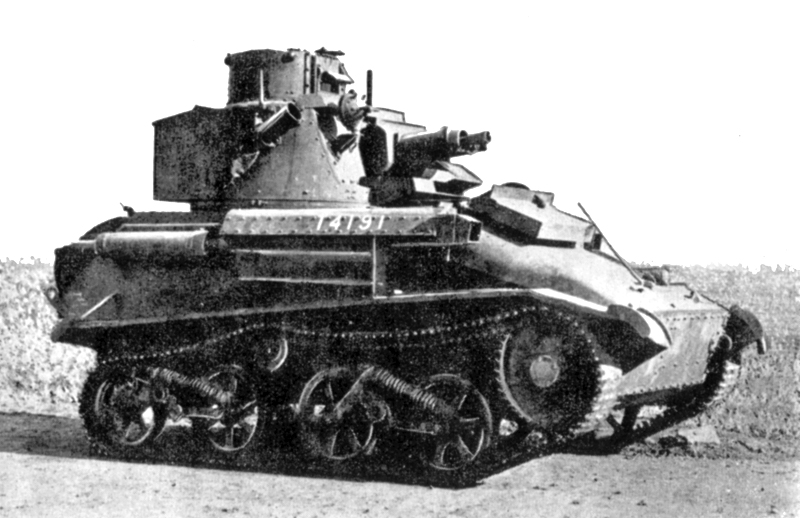
Tanc Mark VIB

### Commonwealthul Britanic
Soldații Commonwealthului Britanic erau dotați cu pușca standard „Lee-Enfield”, cu puștile mitralieră „Bren” sau mitralierele „Vickers”. Trupele britanice din Creta nu aveau suficiente transportoare de trupe sau camioane, ceea ce a limitat mult capacitatea de reacție la atacul german.
Aliații dispuneau de 85 de piese de artilerie de diferite calibre, multe dintre ele capturate de la italieni în nordul Africii.
Apărarea antiaeriană era asigurată cu ajutorul bateriilor antiaeriene cu tunuri automate de 20 mm, aflate în număr aproximativ egal în jurul celor două aeroporturi importante ale insulei. Tunurile erau camuflate cu grijă, de cele mai multe ori în apropierea plantațiilor de măslini. Unele dintre baterii au primit ordinul să nu deschidă focul în timpul atacului inițial al parașutiștilor pentru a nu-și dezvălui pozițiile și pentru a nu fi atacate de aviația germană. 
Blindatele aliate erau nouă tancuri Matilda IIA și 16 tancuri ușoare Mark VIB. În acel moment, lucru obișnuit de altfel pentru unitățile de blindate britanice la începutul războiului, muniția pentru tunul de 40 mm al tancurilor Matilda era formată în exclusivitate din proiectile perforante, total ineficiente împotriva infanteriei.
Tancurile aliaților aveau numeroase probleme de întreținere. Motoarele blindatelor erau vechi și pe insulă nu existau mijloacele tehnice necesare pentru repararea lor. Din acest motiv, majoritatea tancurilor a fost folosită pe post de „cazemate” mobile, urmând să fie îngropate în cele mai primejduite sectoare. Unul dintre tancurile Matilda avea probleme la sistemul de rotație al turelei, care se rotea numai în sens orar. Majoritatea tancurilor britanice au fost de altfel pierdute nu în luptă, ci în timpul deplasării în zonele cu teren accidentat.

## Strategia și tactica

### Operațiunea Mercur
Directiva nr. 28 prin care Hitler a autorizat operațiunea din Creta stipula foarte clar că forțele care urmau să fie folosite erau doar unitățile aeropurtate și escadrilele aeriene aflate deja în zonă. Hitler nu dorea ca pregătirile pentru invadarea Cretei să creeze probleme viitorului atac împotriva Uniunii Sovietice. Transferul de forțe pentru invazia din Creta nu trebuia să se interfereze în niciun fel cu transferurile de forțe pentru Operațiunea Barbarossa. În cazul unităților militarea care urmau să participe atât la atacul din Creta cât și la campania din URSS, acestea trebuiau să fie retrase din insulă și deplasate pe pozițiile de atac împotriva sovieticilor până cel mai târziu la sfârșitul lunii mai. Barbarossa nu trebuia să fie amânată datorită luptelor din Creta. Aceasta însemna că invazia din Creta trebuia lansată într-o perioadă de timp bine determinată, în caz contrar urmând să fie anulată. Planificarea pentru atacul din Creta a trebuit să fie făcut în mare grabă, iar o bună parte a operațiunii germane din insulă s-a dovedit a fi un șir de improvizații. 
Deși planificatorii germani fuseseră de acord că unul dintre obiectivele principale era cucerirea aeroportului Maleme, ei au avut controverse cu privire la amploarea efectivelor zonele de parașutare pentru cucerirea altor obiective, precum aeroporturile mai mici de la Heraklion și Rethymnon. Comandantul Luftwaffe, generalul Alexander Löhr, și comandantul naval, contraamiralul Karl-Georg Schuster, propuneau o concentrare masivă a atacului în zona aeroportului Maleme, prin care s-ar fi obținut o superioritate copleșitoare a forțelor. În schimb, generalul-maior Kurt von Student dorea dispersarea trupelor de parașutiști pe o suprafață mai mare, pentru a folosi la maximum efectul atacului surpriză. Cucerirea aeroportului Maleme, obiectivul principal, oferea mai multe avantaje: era cel mai mare aeroport, pistele sale suportând aterizările celor mai grele avioane de transport, care ar fi adus întăririle necesare atacului, era suficient de aproape de Grecia continentală, distanță în raza de acțiune a avioanele de vânătoare care asigurau acoperirea aeriană a întregii operațiuni, era pe țărmul nordic al insulei, ceea ce permitea transportul rapid la obiectiv forțelor amfibii. La insistențele lui Hermann Goering a fost conceput un plan de compromis, care prevedea cucerirea cu prioritate a aeroportului Maleme și atacul simultan asupra restului obiectivelor aliate.
Planul final a primit numele de cod Merkur, după numele zeului roman Mercur, mesagerul zeilor, vestit pentru rapiditatea sa. Forțele germane au fost împărțite în trei grupuri de luptă – „Centru”, „Vest” și „Est” – fiecare având un nume de cod și obiective distincte. Atacul urma să fie dat de 750 de soldați transportați cu planoarele, 10.000 de parașutiști, 5.000 de vânători de munte transportați pe calea aerului și 7.000 de soldați debarcați în urma unei operațiuni amfibii. Cele mai numeroase efective le avea grupul „vest”. 
| Gruppe Mitte (Grupul Centru) | Marte  | generalul-maior Wilhelm Süssman | Prison Valley, Chania Souda, Rethymnon |
| Gruppe West (Grupul Vest)    | Cometa | generalul-maior Eugen Meindl    | Maleme                                 |
| Gruppe Ost (Grupul Est)      | Orion  | colonelul Bruno Bräuer          | Heraklion                              |

Doctrina trupelor aeropurtate germane se baza pe parașutarea unor efectiva reduse direct pe aeroporturile inamice. Aceste forțe trebuiau să cucerească perimetrul și să neutralizeze bateriile antiaerienei, ceea ce ar fi permis aterizarea unor forțe mai numeroase aduse cu planoarele. Freyberg era la curent cu metodele de atac ale germanilor după ce studiase acțiunile acestora din ultimul an și hotărâse să facă aeroporturile de neutilizat pentru aterizare. Măsurile sale au fost contramandate de Comandamentul Orientului Mijlociu din Alexandria. Înalții ofițeri aliați considerau că lupta este deja câștigată, de vreme ce dețineau așa de multe informații despre organizarea atacului și era posibil ca să fi dorit să păstreze aeroporturile funcționale pentru folosirea în viitor de către escadrilele RAF. În plus, germanii s-au dovedit capabili să aprovizioneze trupele deja aflate la sol folosind pentru aterizare terenuri neamenajate. Un pilot german a aterizat forțat cu avionul său de transport pe o plajă pustie. Alți piloți germani au aterizat pe câmpii goale, și-au descărcat proviziile și au decolat fără probleme majore. Nu este clar dacă, în condițiile în care germanii s-au arătat dispuși să accepte distrugerea a unei părți a avioanelor lor de transport pentru a cuceri bătălia, distrugerea aeroporturilor ar fi avut vreo importanță în timpul luptelor pentru cucerirea insulei. Dacă în cazul avioanelor de transport, germanii se puteau arăta mai grijulii, în cazul planoarelor, care nu erau proiectate pentru a fi refolosite, piloții au abordat cu mult mai mare curaj absolut orice teren care se arăta propice aterizării. 

## 20 mai – prima zi

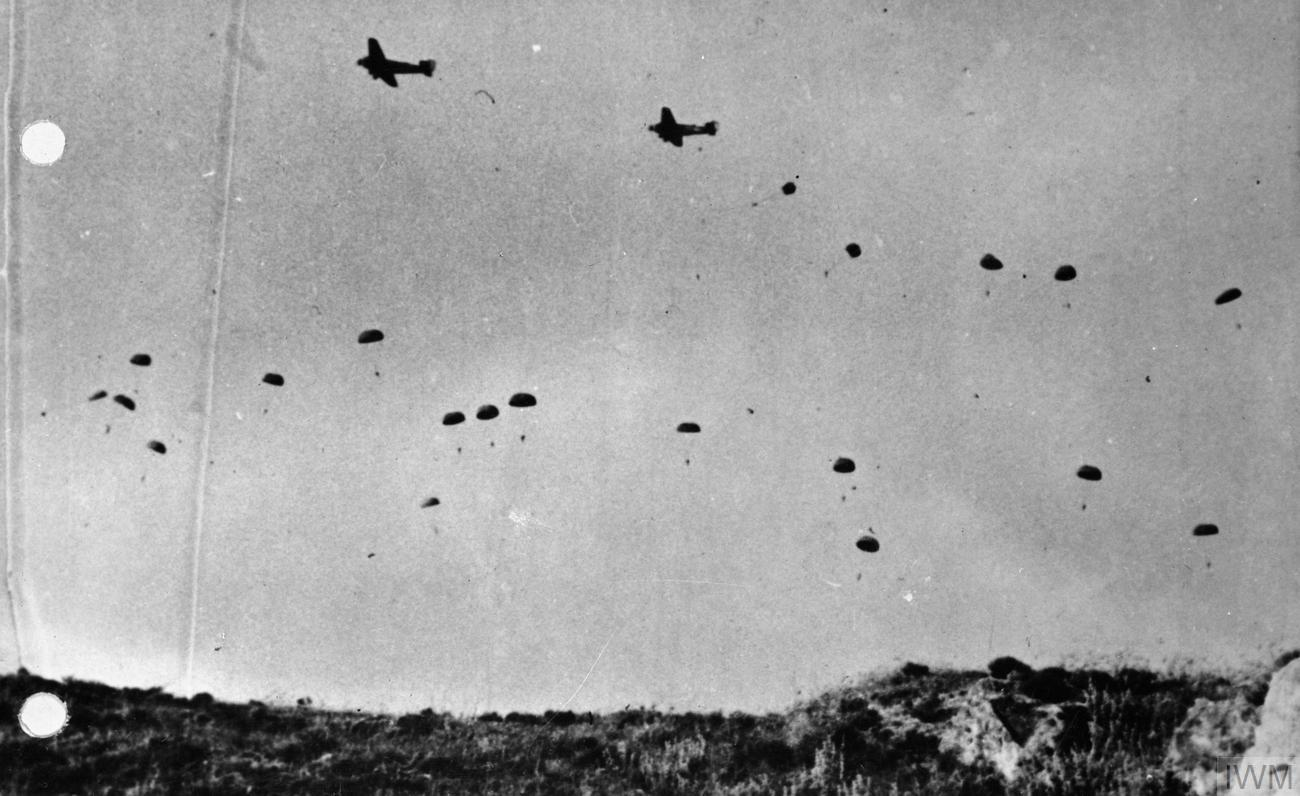
Parașutiștii germani aterizând în Creta

### Sectorul Maleme-Chania
În ziua de 20 mai la ora 8 dimineața, parașutiștii germani au aterizat lângă aeroportul Maleme și orașul Chania. Batalioanele neozeelandeze 21, 22 și 23 apărau aeroportul Maleme și regiunea înconjurătoare. Germanii au suferit pierderi foarte mari în primele ore ale invaziei. O companie a Batalionul al 3-lea din Regimentul I de asalt a pierdut 112 din cei 126 de soldați. Până la sfârșitul primei zile de luptă, 400 dintre cei 600 de soldați ai batalionului au căzut în luptă. 
Cei mai mulți atacatori ai primului val au fost uciși de forțele aliate în imediata apropiere a aeroportului și a orașului. Numeroase planoare au fost distruse imediat după aterizare de focul mortierelor. Germanii care au reușit totuși să iasă din planoarele distruse au fost uciși aproape până la unul de apărătorii britanici și eleni. O parte a forțelor germane a aterizat mai departe de zonele desemnate de parașutare, organizându-și poziții defensive la vest de aeroportul Maleme și în "Prison Valley" din regiunea Chania. Deși aceste forțe nu au reușit să-și îndeplinească misiunile ordonate, ele au reușit să organizeze poziții defensive puternice, aliații fiind nevoiți să ducă lupte grele pentru eliminarea acestor pungi de rezistență. 
Forțele poliției din insulă, sprijiniți de cadeți și de voluntarii civili, au urmărit un detașament de parașutiști germani aterizați la Kastelli. Regimentul al 8-lea elen și elemente ale forțelor din insulă au dus lupte pentru eliminarea Batalionului de recunoaștere al 95-lea la Kolimbari și Paleochora, zona fiind importantă deoarece aici era așteptată debarcarea forțele de sprijin aliate. 

### Sectorul Rethimnon-Heraklion
Un al doilea val german de invazie a atacat în după-amiaza aceleiași zile la Rethimnon la ora 16:15 și la Heraklion la 17:30. Atacul era așteptat de apărători, care le-au provocat pierderi grele atacatorilor. 
Heraklion era apărat de Brigada a 14-a de infanterie britanică, sprijinită un batalion australian și de trei batalioane cretane. Grecii duceau lipsă de materiale și provizii, cea mai mare parte a lor fiind trimise pe continent la declanșarea invaziei în Peloponez. Cu toate acestea, grecii au luptat cu deosebită abnegație. 
Dacă la începutul atacului germanii au reușit să străpungă linia defensivă de la Heraklion, cucerind garnizoana grecilor și docurile portului, ei au fost respinși în cele din urmă de contraatacurile elenilor. Mai multe unități germane au luat ostatici din rândurile populației civile pentru ai folosi ca „scuturi umane”. Germanii au lansat manifeste prin care cereau capitularea imediată și amenințau cu represalii dure. A doua zi, Heraklion a fost bombardat puternic, iar unitățile elene s-au retras pe noi poziții defensive pe drumul spre Knossos.
La căderea întunericului, germanii nu reușiseră să cucerească și să păstreze niciunul dintre obiectivele propuse. Planul riscant a patru atacuri simultane, care să exploateze la maximum factorul surpriză, a eșuat, fără ca germanii să-și dea seama care erau cauzele. 
În seara zilei de 20 mai, germanii de la Maleme au fost îndepărtați treptat de aeroport de către neozeelandezii care apărau înălțimea 107, care domina zona. Comandanții germani au luat hotărârea să atace a doua zi în sectorul Maleme cu toate forțele disponibile.

### Participarea civililor la lupte
Civilii din Creta au participat la luptele pentru apărarea insulei cu diferite tipuri de arme. Au fost folosite chiar și puști vechi, din perioada războaielor cu turcii. În alte cazuri, civilii au pornit la luptă cu unelte luate din ateliere, grajduri sau bucătării. Astfel, mulți parașutiști au fost au fost înjunghiați sau loviți cu obiecte contondente, fiind surprinși de către civili în plantațiile de măslini. Există un caz documentat al unui parașutist încurcat în harnașamentul parașutei sale, lovit mortal cu bastonul de lemn de un bătrân cretan. Cretanii au înlocuit rapid mulțimea de arme improvizate pe care le foloseau cu armele ușoare capturate de la germani. Acțiunile civililor nu s-au limitat numai la atacul parașutiștilor izolați, ci cretanii au participat și la contraatacurile armatei regulate elene de la dealul Kastelli și de la Paleochora. Civilii au atacata și trupele germane aflate la vest de Heraklion, sau în centrul orașului, după înaintarea încununată de succes a invadatorului.
Aceasta a fost prima dată în timpul războiului când germanii au întâmpinat o rezistență generalizată și violentă din parte populației civile, rezistență care le-a dat mari probleme invadatorilor. Totuși, după ce au depășit șocul acestor acțiuni, parașutiștii germani au reacționat cu foarte mare violență. În condițiile în care partizanii cretani nu purtau nici un semn distinctiv (insigne, brasarde, uniforme), parașutiștii germani nu s-au simțit obligați să respecte vreuna dintre prevederile convențiilor de la Geneva în caz de război. 

### Fuga regelui
După cum s-a mai amintit, majoritatea cretanilor erau republicani „venizeliști”, ca de altfel numeroși locuitori ai Greciei continentale. În 1924, regele George al II-lea a fost detronat și exilat în România. Regele s-a reîntors pe tron în 1935, după colapsul regimului republican. Germanii îl considerau pe rege un anglofil hotărât, un obstacol în calea cuceririi Greciei, țară a cărei populație o considerau de orientare republicană. După fuga regelui în Creta pe 22 aprilie, acesta a emis un memorandum sfidător la adresa germanilor. Hitler a răspuns printr-un discurs de pe 4 mai. În acest timp, britanicii plănuiau evacuarea regelui, apreciind că, dacă germanii ar fi reușit să-l captureze în urma unui atac aeropurtat, ar reuși o mare lovitură propagandistică.
Regele era găzduit într-o vilă din satul Perivolia, lângă Chania. Regele și anturajul său au fugit din această reședință spre proprietatea primului ministru, Emmanouil Tsouderos, de unde au putut urmări aterizarea parașutiștilor germani în apropierea vilei regale. S-a dovedit mai târziu că parașutiștii nu aveau ca sarcină capturarea regelui, ci fuseseră lansați din greșeală în acel sector, obiectivul lor fiind în sectorul Galatas. Royal Navy era gata în orice moment să asigure evacuarea regelui, atașatul militar britanic, colonelul J.S. Blunt, fiind ofițerul de legătură pe lângă curtea regală. Paza regelui și a anturajului său era asigurată de un pluton de neozeelandezi (sub comanda locotenentului W.H. Ryan) și un număr jandarmi cretani. Regele era însoțit de vărul lui, prințul Petru, maestrul de ceremonie, colonelul Dimitrios Levidis], premierul Tsouderos și de guvernatorul Băncii Greciei, Kyriakos Varvaressos.
Grupul de fugari a avut câteva ciocniri cu germanii, dar și cu localnicii cretani. Un detașament de jandarmi a fost trimis să ia mai multe documente uitate în reședința sa de premier, dar militarii s-au întors să raporteze că locuința era deja ocupată de germani. Fugarii au tras concluzia că germanii erau în căutarea regelui și a însoțitorilor lui. Locotenentul Ryan i-a cerut regelui să-și dezbrace uniforma de general al armatei elene. La un moment dat, grupul regelui a fost oprit din înaintare de focul unui grup de pușcași cretani. Când prințul Petru le-a cerut să înceteze focul pentru că sunt greci, cretanii au replicat „germanii vorbesc de asemenea grecește și poartă uniforme grecești”. Cretanii au fost convinși cu greu că grupul nu era unul de spioni germani și, în cele din urmă, fugarii au fost lăsați să treacă. În acea noapte, evacuații s-au odihnit în satul Therisso. Aici, suita regală a întâlnit un grup de pușcăriași cretani, eliberați din închisoare de germani. Se pare că patriotismul a fost mai puternic decât recunoștința datorată germanilor, care îi eliberaseră, și decât sentimentele antimonarhice. Suita regală a putut astfel să-și continue drumul.
În ciuda faptului că oamenii regelui au trebuit să-și abandoneze catârii de povară și că nu erau echipați corespunzător pentru o călătorie în munți, ei au reușit să ajungă în timp util la punctul de întâlnire pentru evacuare. Aici, grupul regelui s-a întâlnit cu membrii corpului diplomatic englez. Toți refugiații au fost îmbarcați pe nava HMS Decoy, fiind debarcați în siguranță în noaptea de 22 iunie în portul Alexandria din Egipt. 

## 21 mai – ziua a doua
În dimineața zilei următoare s-a descoperit că batalionul de infanterie neozeelandeză care apăra Înălțimea 107 și aeroportul Maleme se retrăsese în mod greșit de pe poziție, deși continua să țină zona sub controlul artileriei. În acest fel, germanii au reușit să preia controlul aeroportului, în vreme ce forțele amfibii debarcau în zona imediat alăturată. Mai multe avioane de transport Junkers Ju 52 au început să transporte pe insulă militarii Diviziei a 5-a germană de vânători de munte. Deși numeroși vânători de munte au fost uciși de focul artileriei aliate, ei au reușit să stabilească un perimetru defensiv. 

### Atacul naval din 21 mai
Până la miezul nopții, „Forța D” a Royal Navy  a interceptat o flotilă de vase ale Axei cu întăriri, escortată vasul torpilor italian Lupo, reușind să interzică debarcarea rezervelor și proviziilor. Convoiul Axei, format de 20 caice a fost apărat cu dârzenie de torpilorul italian. Zece vase de transport cu aproximativ 2.000 de germani la bord au fost salvate de acțiunile comandantul italian Francesco Mimbelli, în ciuda superiorității copleșitoare a vaselor aliate. În timpul luptelor au fost uciși aproximativ 300 de soldați germani, doi marinari italieni și doi marinari britanici..

## 22 mai – ziua a treia
În momentul în care și-au dat seama că deținerea controlului asupra aeroportului Maleme este cheia apărării întregii insule, forțele aliate au organizat un contraatac în regiune cu două batalioane neozeelandeze și două batalioane de maori în noaptea de 21 – 22 mai. Aliații s-au temut de o eventuală debarcare amfibie germană în regiune și mai multe unități nu au participat la contraatac, fiind lăsate să apere plajele, deși navele Royal Navy erau capabile să interzică orice astfel de tentativă. 
Contraatacul a fost declanșat noaptea, dar, până în acel moment, parașutiștii germani reușiseră să stabilească poziții defensive puternice, iar proaspăt sosiții vânători de munte au venit în sprijinul apărării germane. Forța contraatacului a slăbit treptat, aliații nereușind să reia controlul asupra aeroportului. După eșuarea atacului, forțele aliate s-au retras pe mai multe poziții succesive spre estul insulei în încercarea de evitare a unei încercuiri. 

### Atacul naval din 22 mai
Amiralul Andrew Cunningham era hotărât să nu permită niciunui transport naval de trupe germane să ajungă în porturile insulei. Pentru aceasta a trimis „Forța C” sub comanda amiralululi King (trei crucișătoare și patru distrugătoare) prin Strâmtoarea Kaso în Marea Egee să atace un al doilea transport de trupe escortat de torpilorul italian Sagittario. În timp ce un caic german fusese scufundat de aliați, vasul aliat HMS Naiad a fost avariat. King, a cărui forță se afla sub atacul constant al avioanelor germane, în condițiile în care era în criză de muniție pentru armele antiaeriene, și-a retras forțele spre Milos. Deși la un moment dat a întâlnit torpilorul Sagittario și avea un avantaj copleșitor, King a hotărât să nu atace. Totuși, „Forța C” a reușit să-i oblige pe germani să renunțe la operațiunea de debarcare amfibie. Flotila lui King a suferit pierderi importante - HMS Naiad fusese grav avariat, iar crucișătorul HMS Carlisle fusese de asemenea avariat, într-o mai mică măsură însă. Decizia de retragere și neatacarea torpilorului italian au fost aspru criticate de amiralul  Cunningham.
„Forța C” s-a alăturat „Forței A1” a viceamiralului Rawling în canalul Kithera. Ambele flotile au fost atacate de aviația germană și au suferit pierderi. Bombele au lovit distrugătoarele Warspite și Greyhound, iar ultimul s-a scufundat. King a trimis vasele Kandahar și Kingston să salveze supraviețuitorii de pe Greyhound, în vreme ce crucișătoarele Gloucester și Fiji au avut sarcina să asigure acoperirea antiaeriană. În condițiile crizei de muniție antiaeriană, Gloucester nu și-a putut îndeplini sarcina, ba mai mult, a fost la rândul lui lovit de bombe de aviație. King s-a retras lăsând în urmă vasul avariat, care a pierdut în timpul luptei peste 700 de membri ai echipajului. 
Atacurile aeriene împotriva flotilelor A1 și C au continuat. Bombele au avariat grav vasele Valiant și Fiji, ultimul fiind scufundat în cele din urmă. Cinci sute de supraviețuitori au fost salvați a doua zi dimineața de Kandahar și Kingston. Royal Navy a pierdut două crucișătoare și un distrugător, dar a reușit să oprească din misiune flotele de debarcare.

## 23-27 mai
Forțele de apărare din insulă au fost nevoite să se retragă treptat spre sud, trebuind să facă față trupelor germane proaspăt sosite. 

### 23 mai – scufundarea vaselorKellyșIKashmir
Flotila a 5-a de distrugătoare (Kelly, Kipling, Kelvin, Jackal și Kashmir), sub comanda căpitanului Louis Mountbatten, a primit ordin pe 21 mai să părăsească Malta și să se alăture flotei din apele Cretei. Flotila a ajuns în zonă după ce Gloucester și Fiji au fost scufundate. Navele flotilei au fost trimise să salveze supraviețuitorii, dar au fost mai apoi direcționate spre coasta Cretei, pentru a ataca câteva caice și mai apoi pentru a bombarda germanii de la Maleme. Kelvin și Jackal au primit o sarcină de patrulare a apelor din regiune, iar Mountbatten, la comanda vaselor Kelly, Kashmir și Kipling, a plecat spre Alexandria.
În vreme ce aceste ultime trei vase înconjurau partea de vest a Cretei, au fost atacate de 24 de bombardiere în picaj Stuka. Kashmir a fost scufundat în două minute, iar Kelly s-a răsturnat la scurtă vreme după aceea. Kipling a rezistat atacului aerian și celor 83 de bombe lansate împotriva lui, reușind să salveze 279 supraviețuitori de pe celelalte două nave.

### 24-26 mai
Pe 24 mai, după atacurile aeriene asupra pozițiilor aliate de la Kastelli, batalionul al 95-lea de geniști germani au atacat orașul. Aceste atacuri aeriene au facilitat evadarea parașutiștilor germani capturați de aliați pe 20 mai. Parașutiștii eliberați au ucis mai mulți ofițeri neozeelandezi de la comanda Regimentului I elen. În ciuda acestei pierderi, luptătorii greci au opus o rezistență îndârjită, dar în condițiile în care dispuneau de doar 600 de puști și doar câte mii de cartușe pentru un efectiv de 1.000 de soldați, grecii au cedat în cele din urmă în fața atacurilor germanilor. Luptele germanilor cu resturile Regimentului I elen au mai continuat în regiunea Kastelli până pe 26 mai, împiedicându-i pe germani să-și asigure controlul ferm asupra portului, necesar pentru aprovizionare și aducerea de unități de rezervă. 

### 27 mai
În această zi, germanii au reușit să obțină controlul total asupra portului Kastelli, ceea ce le-a permis să debarce mai multe tancuri ușoare. 

#### Bătălia de pe Strada 42
În timpul unor lupte foarte sângeroase corp la corp, batalionul al 27-a neozeelandez (maori) și batalioanele australien 2/7 și 2/8 au reușit să recucerească o porțiune a drumului Souda – Chania, aflat sub controlul Regimentului al 141-lea de vânători de munte. 

#### Ordinele de evacuare
Comandanții din Londra au ajuns pe 27 mai la concluzia că situația este fără speranță și au ordonat evacuarea trupelor aliate. Drept urmare, generalul maior Freyberg a transmis trupelor din subordinea sa ordinele de retragere spre țărmul de sud al insulei în vederea evacuării. 

## Evacuarea în Egipt, 28–31 mai

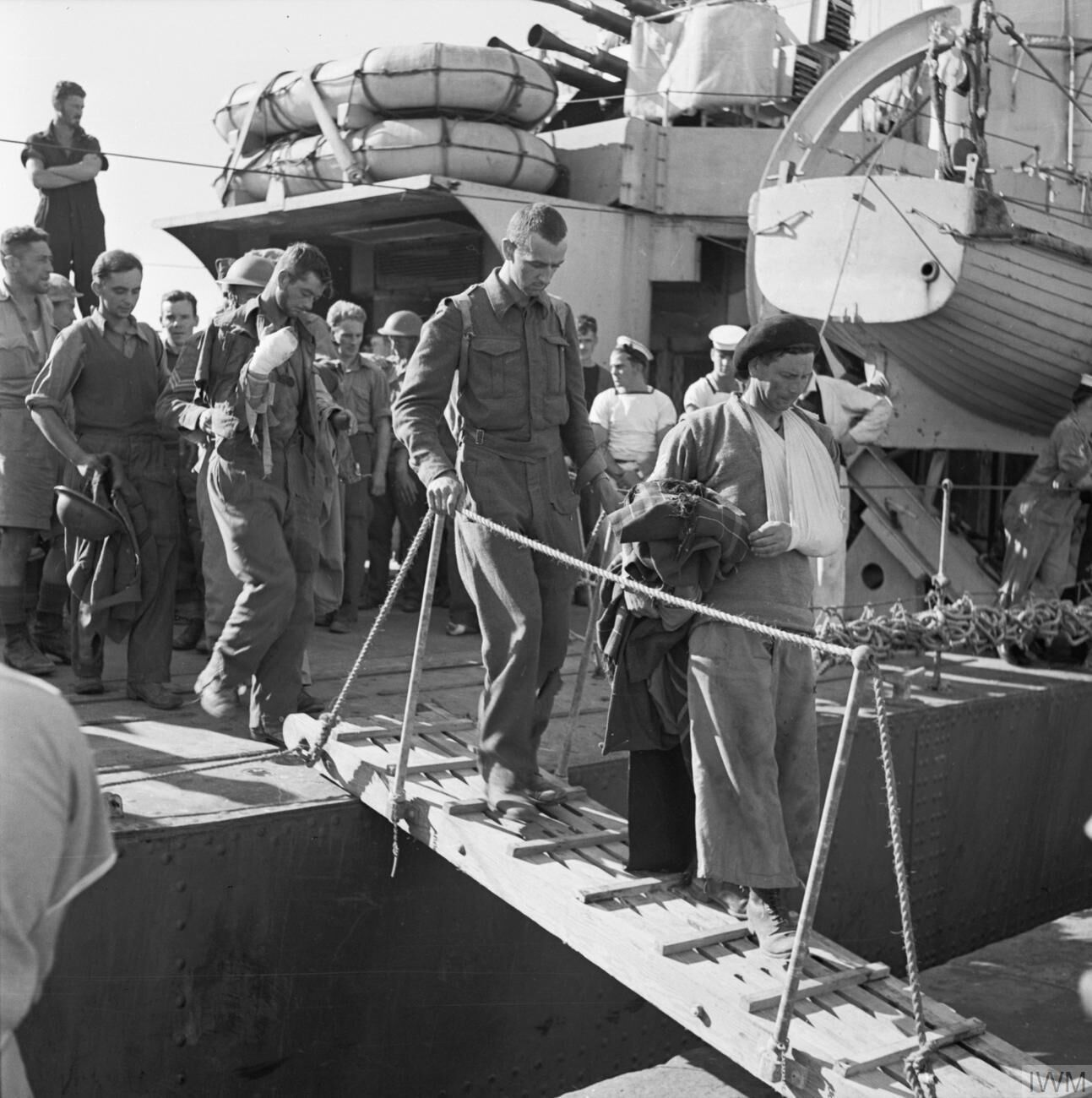
Soldați britanici răniți, evacuați la Alexandria, Egipt

Timp de patru nopți, 16.000 de soldați au fost evacuați în Egipt cu mai multe vase. Cei mai mulți evacuați au fost îmbarcați în portul Sphakia. Au mai fost evacuați soldați aliați și prin portul Heraklion în noaptea de 28 mai. Această formațiune a fost atacată pe drumul spre Egipt de bombardierele în picaj ale Luftwaffe și a pierdut numeroși soldați. Aproximativ 1.000 de soldați australieni, neozeelandezi și greci au rămas să apere retragerea și evacuarea camarazilor lor. Ei au fost cu toții luați prizonieri, răniți sau uciși. Orașele Irakleio și Rethymno au fost cucerite în zilele imediat următoare. Insula Creta a fost cucerită în totalitate de germani până pe 1 iunie. 

### Defensiva Regimentului al 8-lea elen
Regimentul al 8-lea elen a luat poziții defensive în jurul satului Alikianos, urmând să asigure rutele aliate de retragere. Satul Alikianos, aflate în așa zisă „Prison Valley”, avea o mare importanță strategică și a fost unul dintre principalele obiective atacate de germani încă din prima zi a asaltului. Regimentul al 8-lea era compus din cretani – recruți tineri, jandarmi și elevi ai școlilor militare. Cei aproximativ 850 de soldați erau slab înarmați, iar „regimentul” avea mai degrabă efectivele unui batalion. Regimentul fusese atașat Brigăzii a 10-a de infanterie neozeelandeză, sub comanda locotenent-colonelului Howard Kippenberger. Ofițerii aliați nu se așteptau ca Regimentul al 8-lea să fie de mare folos în timpul luptelor. Cretanii au depășit toate așteptările. În prima zi de lupte, acest regiment a respins atacul unui batalion de geniști germani. În următoarele zile, regimentul a respins atacurile a două regimente de vânători de munte. Timp de șapte zile, regimentul a apărat cu succes Alikianos și liniile de retragere aliate. Faptele de arme ale cretanilor au făcut posibilă evacuarea celei mai mari părți a soldaților aliați din vestul insulei. 

### Retragerea forțelor Commonwealthului
Germanii au presat continuu forțele Commonwealtului și ale grecilor în spre sud, folosind o combinație a atacurilor de artilerie, aviație și infanterie pe motociclete și vânători de munte (folosirea tancurilor în regiunile muntoase ale insulei s-a dovedit a fi imposibilă). Garnizoanele din Souda și Beritania s-au retras treptat de-a lungul drumului spre Vitsilokoumos, la nord de Sphakia. Pe la jumatea drumului, în apropierea satului Askifou se află un crater mare numit „Farfuria”. Aceasta era singurul punct dintr-o regiune întinsă, suficient de plat și de larg pentru a fi folosit pentru parașutări. Trupele aliate au fost plasate la marginea „Farfuriei” pentru a împiedica orice parașutare a germanilor. În dreptul satului Stilor, brigada a 5-a neozeelandeză și batalionul 2/7 australian au rezistat atacurilor unui batalion de vânători de munte, care încercau manevere de învăluire prin flanc. Germanii, în ciuda superiorității numerice au fost nevoiți să se retragă datorită lipsei unui sprinjin aerian și de artilerie corespunzător. În acel moment, toate avioanele germane disponibile erau concentrate în regiunea Rethymnion - Heraklion, iar forțele aliaților au putut să se retragă în timpul zilei. 

### Rezistența unităților de maori
Retragerea generală a brigăzii a fost acoperită de două companii de maori neozeelandezi sub comanda căpitanului Rangi Royal, maori care se distinseseră și mai devreme în luptele de pe Strade 42. Maori au reușit să stăvilească atacul german. După ce întregul batalion s-a retras, unitățile de maori au început luptele pentru retragerea proprie pe distanța de 67 km, pierzând doi morți și opt răniți, transportați cu toții de camarazii valizi. Doar un singur detașament de comando nu a reușit să se retragă la vreme, fiind izolat de înaintarea germanilor. 

### Detașamentul pierdut
Acest detașament fusese trimis în Creta din Egipt în perioada când încă se mai spera că venirea unor forțe proaspete în insulă mai poate schimba soarta luptelor. Acest detașament cu efectivele echivalente unui batalion a fost împărțit în două. Prima subunitate de 200 de soldați sub comanda lui Robert Laycock a staționat la Souda, unde urma să asigure retragerea unităților dotate cu armament greu. Oamenii lui Laycock au fost sprijiniți de trei dintre tancurile britanice care supraviețuiseră luptelor și de o baterie de artilerie grea antiaeriană, care avea ca principal obiectiv apărarea docurilor portului Souda. După o zi de lupte grele, Laycock a decis să se retragă în timpul nopții spre localitatea din apropiere, Beritiana. Acestei subunități li s-a adăugat unitatea de maori comandată de căpitanul Royal. Maori și-a stabilit poziții defensive separate și au reușit în timpul luptelor să se retragă cu pierderi minime. În schimb, Laycock și oamenii săi au fost în cele din urmă izolați de restul trupelor aliate în retragere de forțele germane superioare din punct de vedere numeric în apropiere de satul Babali Khani. Detașamentul de comando și camarazii lor artileriști, aflați sub atacul neîncetat al bombardierelor în picaj, nu au reușit să străpungă liniile germane. Majoritatea lor au fost uciși sau au căzuți prizonieri. 

### Capitularea
Colonelul Campbell, comandantul trupelor aliate de la Heraklion, a fost nevoit între timp să capituleze. Germanii au ocupat și orașul Rethimno și, în timpul nopții de 30 mai, trupele germane de moticiliști au făcut joncțiunea cu unitățile italiene care debarcaseră cu o zi mai înainte în Golful Mirabella. Comandantul italian din Insulele Dodecaneze își oferise sprijinul germanilor încă din 21 mai, dar Hermann Göring a aprobat intrarea în luptă a italienilor doar după ce devenise evident că atacul parașutiștilor săi nu se desfășura în ritmul planificat. 
Pe 1 iunie, garnizoana de 5.000 de apărători ai Sphakiei a capitulat. O parte dintre apărători au reușit să părăsească orașul și s-au refugiat în regiunile înalte ale insulei, provocând numeroase probleme ocupantului german în de-a lungul anilor care aveau să vină. Peste 500 de militari englezi continuau lupta împotriva germanilor alături de numeroși militari eleni și populația locală.
Ar mai trebui amintit că britanicii au fost învinși în Creta de militarii trupelor de elită germane care fuseseră la un moment dat prizonierii de război ai Aliaților. În timpul luptelor din Olanda, britanicii au reușit să captureze numeroși parașutiști germani, dar nu au fost capabili să evacueze decât 1.200 de prizonieri până la capitularea olandezilor. Astfel, cei mai mulți parașutiștilor germani au fost eliberați și au reluat lupta împotriva aliaților.

## Urmări

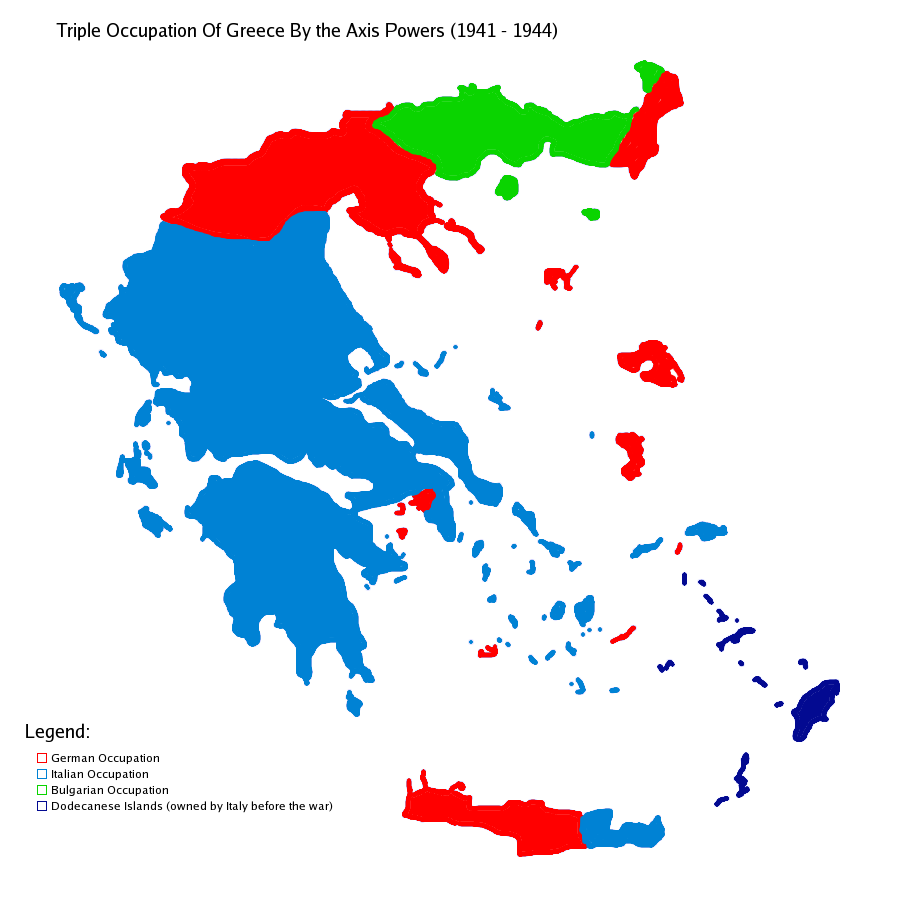
Harta Greciei ocupate de puterile Axei

Comandanții aliați erau foarte îngrijorați de posibilitatea ca germanii să folosească Creta pe post de „trambulină” pentru atacurile împotriva Ciprului sau Egiptului, pentru a veni în sprijinul trupelor germano-italiene care luptau în Libia. Orice amenințare din această direcție a dispărut însă odată cu declanșarea războiului împotriva Uniunii Sovietice. 
Pierderile în rândul trupelor de parașutiști germani au fost foarte ridicate din punctul de vedere al lui Hitler, iar comandanții naziști au trebuit să refacă doctrina trupelor aeropurtate. Victoria greu obținută în Creta a eliminat posibilitatea folosirii pe scară largă parașutiștilor în timpul operațiunilor din Uniunea Sovietică. 
Folosirea parașutiștilor în timpul cuceririi Cretei i-a impresionat profund pe comandanții militari aliați. Fără să cunoască amploarea pierderilor germanilor, planificatorii militrari aliați au început să depună eforturi importante după luptele din Creta pentru crearea unei largi forțe aeropurtate. 
Bătălia din Creta nu a întârziat declanșarea Operațiunii Barbarossa. Data declanșării atacului împotriva Uniunii Sovietice – 22 iunie 1941 – fusese stabilită cu mai multe săptămâni înaintea operațiunii din Creta, iar directiva lui Hitler care aproba invadarea insulei prevedea clar că Operațiunea Mercur nu trebuie să afecteze în niciun fel preparativele pentru invadarea URSS. Unitățile destinate Operațiunii Mercur și care fuseseră desemnate să participe și la invadarea Uniunii Sovietice trebuiau transferate în Polonia și România până la sfârșitul lunii mai. Astfel, transferul Corpului aerian al 8-lea german spre viitorul front din răsărit chiar în timpul luptelor pentru cucerirea Cretei a permis Royal Navy să evacueze numeroși soldați aliați. 
Adevăratul motiv al întârzierii declanșării Operațiunii Barbarossa nu a fost bătălia din Creta, ci condițiile meteorologice din Polonia și vestul URSS – era nevoie ca pistele aeroporturilor din regiune să se usuce și ca râurile revărsate să se retragă în albiile lor.
Pierderea insulei Creta, în mod special ca urmare a incapacității britanicilor să recunoască importanța strategică a aeroporturilor, a fost un duș rece pentru guvernul de la Londra. Ca urmare, Royal Air Force a primit responsabilitatea apărării propriilor baze aeriene împotriva atacurilor terestre și aeriene. Pentru îndeplinirea acestei noi sarcini a fost creat în februarie 1942 „Regimentul RAF”. 

## Pierderi

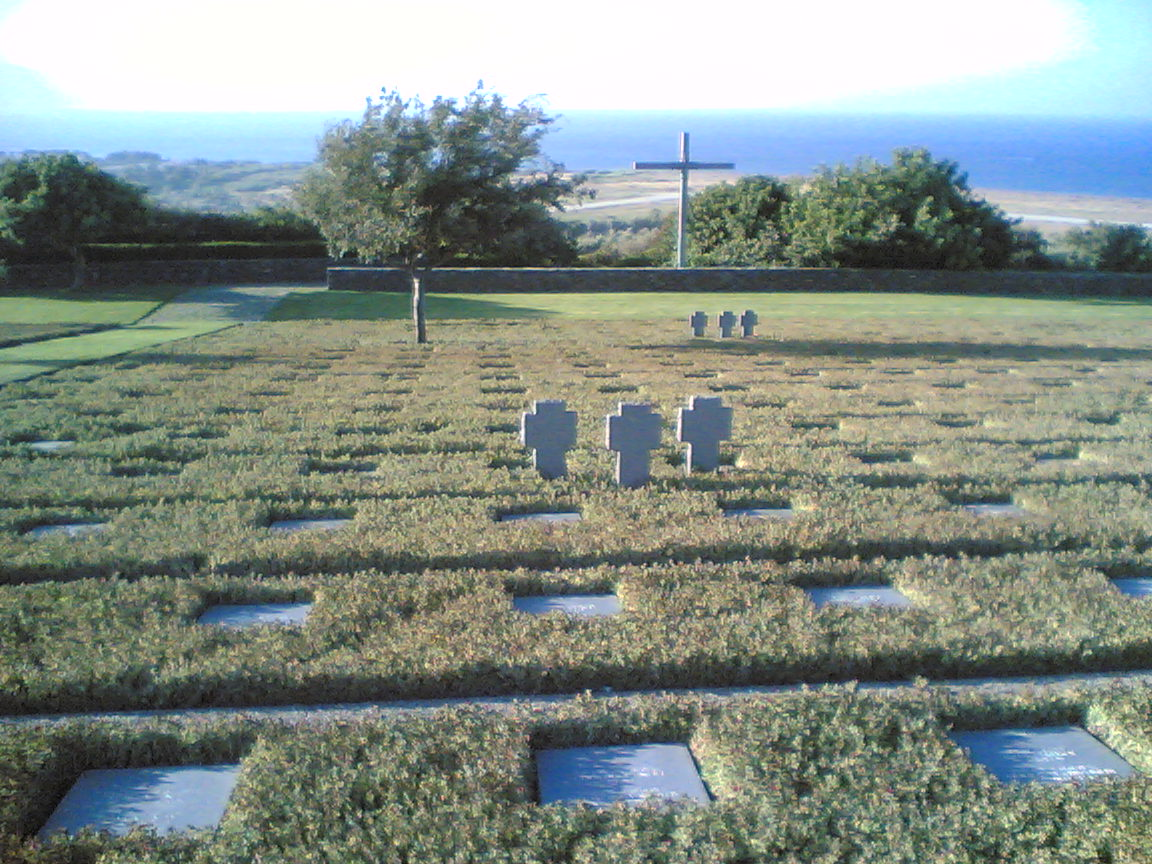
Cimitirul militar german de la Maleme

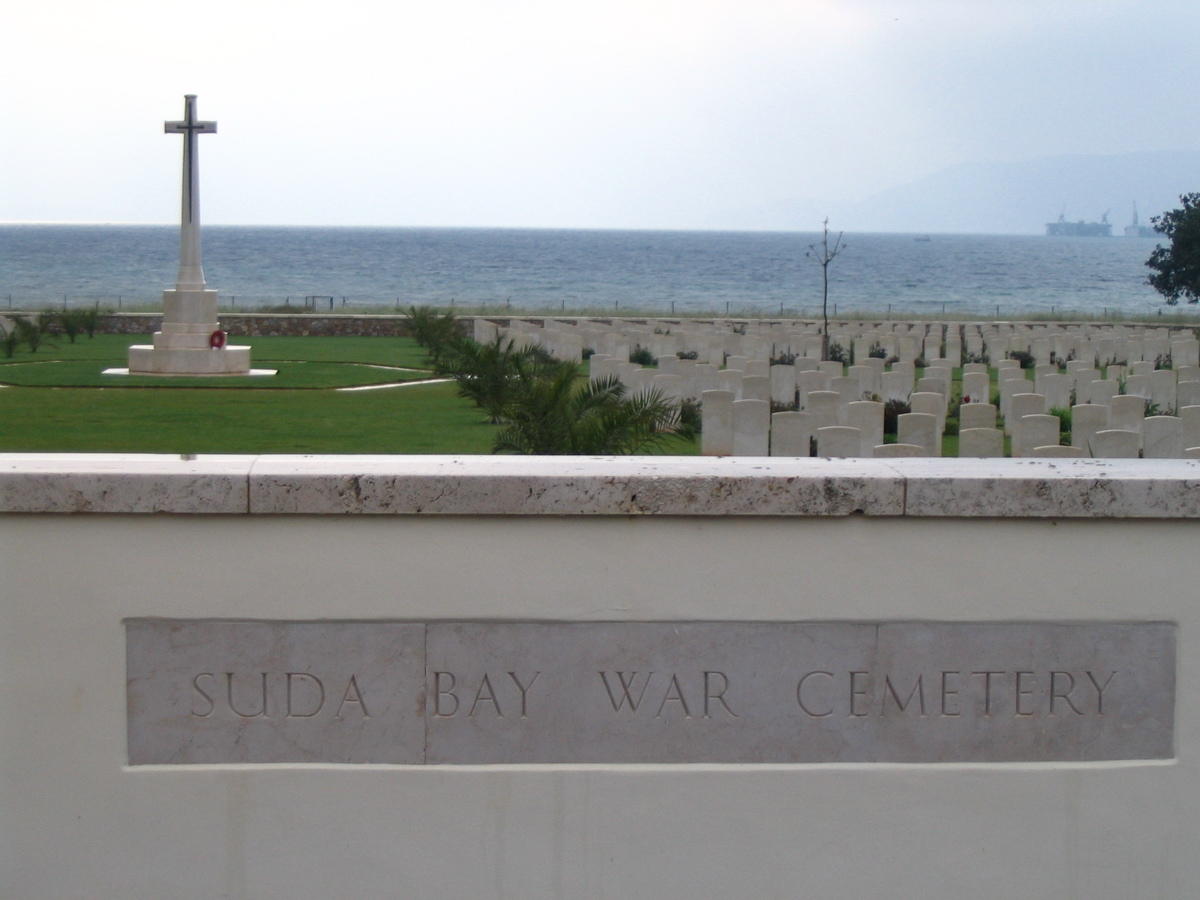
Cimitirul militar din golful Suda

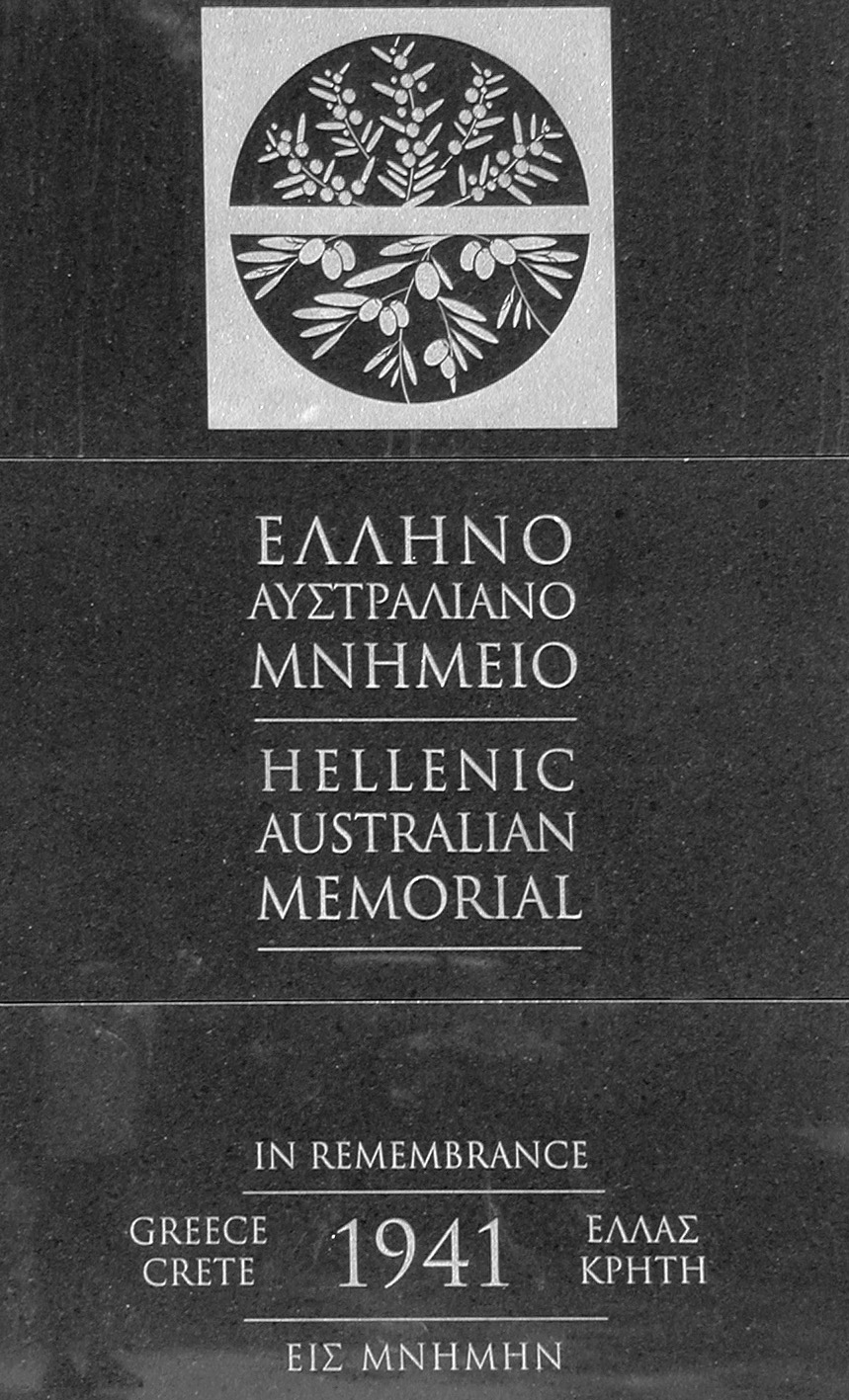
Monumentul soldaților greci și australieni din centrul orașului Rethymno

Cifrele oficiale germane au variații funcție de înregistrările făcute de diferiții comandanți militari. Istoricul Davin a calculat o cifră de 6.698 soldați după examinarea mai multor surse.
Această cifră nu cuprinde și răniții Corpului al 8-lea aerian sau pierderile suferite de Kriegsmarine în timpul încercărilor eșuate de debarcare. Davin atrage de asemenea atenția că această cifră ar putea să nu includă și mai multe sute de răniți ușori Ar mai fi posibile și alte omisiuni, apreciază Davin. El afirmă cu privire la luptele din Creta că cifrele pierderilor germane sunt exagerate de sursele britanice și nu sunt acceptate de istoricii contemporani germani, care le consideră cifre folosite de propagandă.
Aceste cifre exagerate cu privire la pierderile germanilor au început să apară aproape imediat după ce s-a încheiat bătălia. Astfel, Taylor citează un repotaj apărut într-un ziar neozeelandez pe 12 iunie 1941, conform căruia germanii au pierdut 12.000 de morți și răniți și aproximativ 5.000 de înecați 
Winston Churchill a pretins că germanii au pierdut peste 15.000 de oamnei, iar amiralul Cunningham a plusat la 22.000 de oameni. Buckley, bazându-se pe presupunerea serviciilor de informații britanice conform cărora pentru fiecare soldat mort existau doi răniți, a apreciat că germanii au pierdut 16.800 de soldați în total. În schimb, „United States Army Center of Military History”, citează un raport al Biroului istoric al Cabinetului britanic ajunge la concluzia că germanii au pierdut între 6.000 și 7.000 de oameni..
Comisia cimitirelor militare australiene a numărat aproximativ 5.000 de morminte germane în regiunile Maleme-Suda Bay, Retimo și Heraklion. Davin consideră că această cifră include și un număr important de morți din cauze naturale, de boală sau uciși în timpul luptelor cu partizanii cretani.
Printre germanii căzuți la datorie în timpul luptelor se află numeroși ofițeri, printre ei numărându-se generalul maior Wilhelm Süssman, comandantul Diviziei a 7-a aeriană, care a murit pe 20 mai într-un accident aviatic, generalul maior Eugen Meindl, comandantul regimentului de asalt aeropurtat, împușcat în piept pe 20 mai, trei frați von Blücher (urmași ai vestitului Gebhard Leberecht von Blücher, care s-a distins la Waterloo) și alții. Doar 17 ofițeri germani luați prizonieri au fost evacuați de britanci în Egipt. 
Aliații au pierdut 3.500 de soldați: 1.751 de morți, un număr aproape egal de răniți și un mare număr de prizonieri (12.254 soldați ai Commonwealthului și 5.255 greci). Marina Regală a pierdut 1.828 morți și 183 răniți. După război, rămășițele pământești ale soldaților aliați din cele patru cimitire deschise de germani au fost mutate în Cimitirul militar din golful Suda.
În timpul luptelor pentru cucerirea insulei sau în timpul luptelor de partizani a murit un mare număr de civili cretani. Numeroși localnici au fost uciși de germani ca măsură de represalii, atât în timpul bătăliei cât și în timpul ocupației ce a urmat. Germanii au pretins că partizanii au mutilat cadavrele militarilor căzuți în luptă, dar MacDonald (1995) consideră că a fost vorba mai degrabă de efectul temperaturilor ridicate asupra trupurilor decedaților sau de acțiunea păsărilor de pradă. Istoricii cretani au afirmat că germanii au ucis 593 bărbați, 1.113 femei și 869 copii. Documentele germane dau o cifră de 3.474 de civili executați prin împușcare.
Atacurile avioanelor de bombardament germane, în special Ju-87 și Ju-88, au dus la scufundarea mai multor vase britanice: trei crucișătoare – Gloucester, Fiji și Calcutta – și șase distrugător – Kelly, Greyhound, Kashmir, Hereward, Imperial și Juno. Alte șapte vase au fost avariate, printre ele fiind și cuirasatele Warspite și Valiant și crucișatorul Orion.
| Pierderile militare în timpul bătăilei din Creta | Morți | Dispăruți (presupuși morți) | Total morți și dispăruți | Răniți | Prizonieri | Total  |
| ------------------------------------------------ | ----- | --------------------------- | ------------------------ | ------ | ---------- | ------ |
| Commonwealthul Britanic                          | 3.579 |                             | 3.579                    | 1.900  | 12.254     | 17.733 |
| Germania                                         | 2.124 | 1.917                       | 4.041                    | 2.640  | 17         | 6.698  |
| Grecia                                           | ?     | ?                           | ?                        | ?      | 5.225      | ?      |

### Rezistența
- Rezistența greacă
- Rezistența cretană